# Chalcides parallelus
Chalcides parallelus är en ödleart som beskrevs av  François Doumergue 1901. Chalcides parallelus ingår i släktet Chalcides och familjen skinkar. IUCN kategoriserar arten globalt som starkt hotad. Inga underarter finns listade i Catalogue of Life.